# Núria Montané
Núria Montané (* 16. Januar 1982 in La Seu d’Urgell) ist eine ehemalige spanische Freestyle-Skierin. Sie war auf die Disziplinen Moguls und Dual Moguls (Buckelpiste) spezialisiert.

## Werdegang
Montané holte im März 1999 im Dual Moguls in Umeå ihren einzigen Sieg im Europacup und nahm im November 1999 in Tandådalen erstmals am Freestyle-Skiing-Weltcup teil, wobei sie den 34. Platz im Moguls und den 17. Platz im Dual Moguls errang. Dies war zugleich ihre beste Platzierung im Weltcup. In den folgenden Jahren belegte sie bei den Weltmeisterschaften 2001 in Whistler den 29. Platz im Moguls sowie den 17. Rang im Dual Moguls, bei den Weltmeisterschaften 2003 in Deer Valley den 29. Platz im Moguls sowie den neunten Rang im Dual Moguls und bei den Weltmeisterschaften 2005 in Ruka den 28. Platz im Moguls sowie den 17. Rang im Dual Moguls. In der Saison 2005/06 kam sie bei den Olympischen Winterspielen 2006 in Turin auf den 29. Platz im Moguls und absolvierte in Madonna di Campiglio ihren 13. und damit letzten Weltcup, welchen sie auf dem 34. Platz im Moguls beendete.

## Erfolge

### Olympische Spiele
- 2006 Turin: 29. Platz Moguls

### Weltmeisterschaften
- 2001 Whistler: 17. Platz Dual Moguls, 29. Platz Moguls
- 2003 Deer Valley: 9. Platz Dual Moguls, 29. Platz Moguls
- 2005 Ruka: 17. Platz Dual Moguls, 28. Platz Moguls

### Weltcupwertungen
| Saison    | Gesamt | Gesamt | Moguls | Moguls | Dual Moguls | Dual Moguls |
| Saison    | Platz  | Punkte | Platz  | Punkte | Platz       | Punkte      |
| --------- | ------ | ------ | ------ | ------ | ----------- | ----------- |
| 1999/2000 | -      | -      | -      | -      | 35.         | 4           |
| 2003/04   | -      | -      | 45.    | 2      | -           | -           |
| 2004/05   | 123.   | 1      | 43.    | 11     | -           | -           |

### Europacup
- 4 Podestplätze, davon 1 Sieg im Europacup
- Saison 1998/99: 3. Platz Dual-Moguls-Disziplinenwertung